# Pseudotocepheus sturmi
Pseudotocepheus sturmi är en kvalsterart som beskrevs av P. Balogh 1984. Pseudotocepheus sturmi ingår i släktet Pseudotocepheus och familjen Tetracondylidae. Inga underarter finns listade i Catalogue of Life.